# Koji (alimentazione)
Koji è generalmente un cereale (a volte un legume o un miscuglio di cereale e legume) fermentato ad opera di Aspergillus oryzae. Il koji è un ingrediente utilizzato in molte preparazioni orientali come vino di riso, sake, shochu, miso, shoyu, amazake, shio koji e altri.
In passato il koji è stato paragonato al malto, in quanto la sua funzione è simile. In entrambi i casi (koji e malto) è l'alto contenuto di enzimi l'obiettivo. Come il malto è la base della produzione di bevande alcoliche occidentali come birra, whisky ecc. il koji lo è per alcune importanti bevande alcoliche asiatiche (vino di riso cinese, sake giapponese, shochu giapponese, ecc.).
L'organismo responsabile della fermentazione del koji è una muffa chiamata Aspergillus oryzae, detta in giapponese koji-kin, mentre le spore di A. oryzae sono chiamate Tane-koji.